# 南大门 (上海交通大学闵行校区)

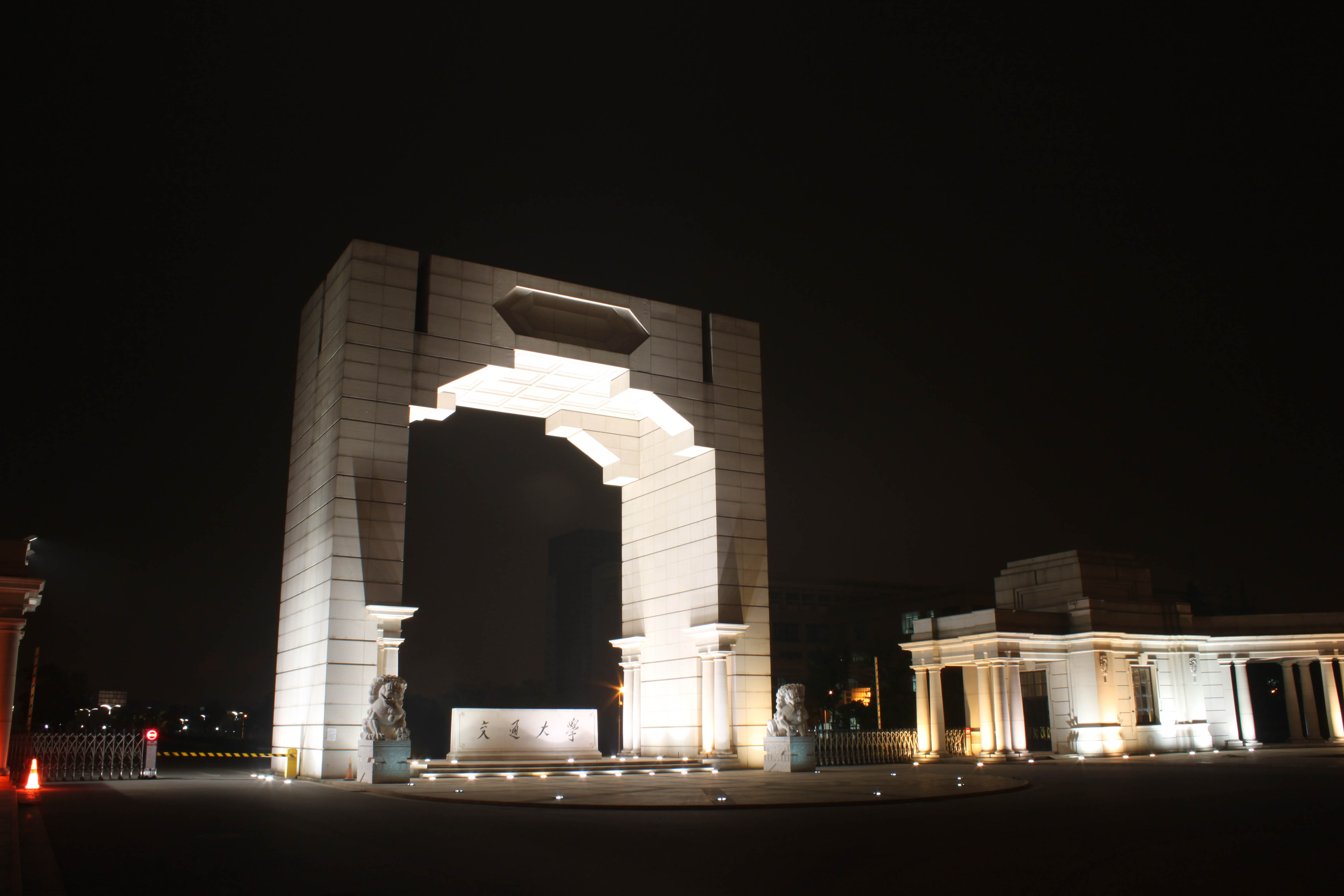
南大门

南大门也称文治门，俗称凯旋门，为上海交通大学闵行校区东南侧的一个校门，门牌号为东川路600号。南大门外侧为东川路，内为文治大道。该校门于2006年4月8日110周年校庆时举行落成典礼。
南大门中间为凯旋门式大门，门内中央立有横书校名的石碑，东西两侧有对称的柱廊，呈合抱之势，占地6842平方米，总建筑面积950平方米。建筑外墙和校门外的广场采用花岗岩铺面。建筑最高点高18.96米，象征交通大学建校于1896年。南大门由陈宇设计，浙江中富建筑集团公司施工，2005年4月27日开工，11月30日竣工。